# Muktika-Upanishad
Die Muktika-Upanishad oder Muktikopanishad ist die letzte der 108 im Muktika-Kanon angeführten Upanishaden. Ihre Bedeutung liegt in der Auflistung der 108 Upanishaden des Kanons sowie in einem philosophischen Dialog über Befreiung durch Kontrolle der Sinneswahrnehmungen und des Geistes.

## Etymologie
Das Sanskritsubstantiv muktika – मुक्तिक – bedeutet Perle. Es ist verwandt zu mukti – मुक्ति – und moksha – मोक्ष (mokṣa), welche ihrerseits Befreiung, Erlösung und Erleuchtung bedeuten. Hinter diesen Begriffen verbirgt sich die Wurzel mokṣ von dem das Verb mokṣate – sich befreien, sich lösen, befreien, entlassen abgeleitet ist. Die Muktika-Upanishad – मुक्तिक उपनिषद् - ist somit die Perle unter den Upanishaden.

## Beschreibung
Die Muktika-Upanishad gehört zusammen mit 20 anderen Upanishaden zum Sāmānya Vedānta und ist wie auch die Subala-Upanishad, die Mantrika-Upanishad, die Niralamba-Upanishad, die Paingala-Upanishad und die Adhyatma-Upanishad mit dem Weißen Yajurveda assoziiert.

### Einführung
Dem Korpus der Upanishad geht eine Einführung voraus, in der die unendliche Natur des Brahman kurz beschrieben wird und die mit einer Friedensformel – Friede in mir, Friede in meiner Umwelt und Friede in den auf mich einwirkenden Kräften – endet.

### Versteil
Der Versteil der Muktika-Upanishad setzt sich aus zwei Kapiteln zusammen, welche ihrerseits wiederum in zwei Unterabschnitte gegliedert werden. Kapitel I, 1 besteht aus 52 und Kapitel I, 2 aus 6 Versen. Kapitel II, 1 weist nur einen Vers auf und Kapitel II, 2 hat 77 Verse. Insgesamt bilden somit 136 Verse den Korpus der Upanishad.

#### Kapitel I

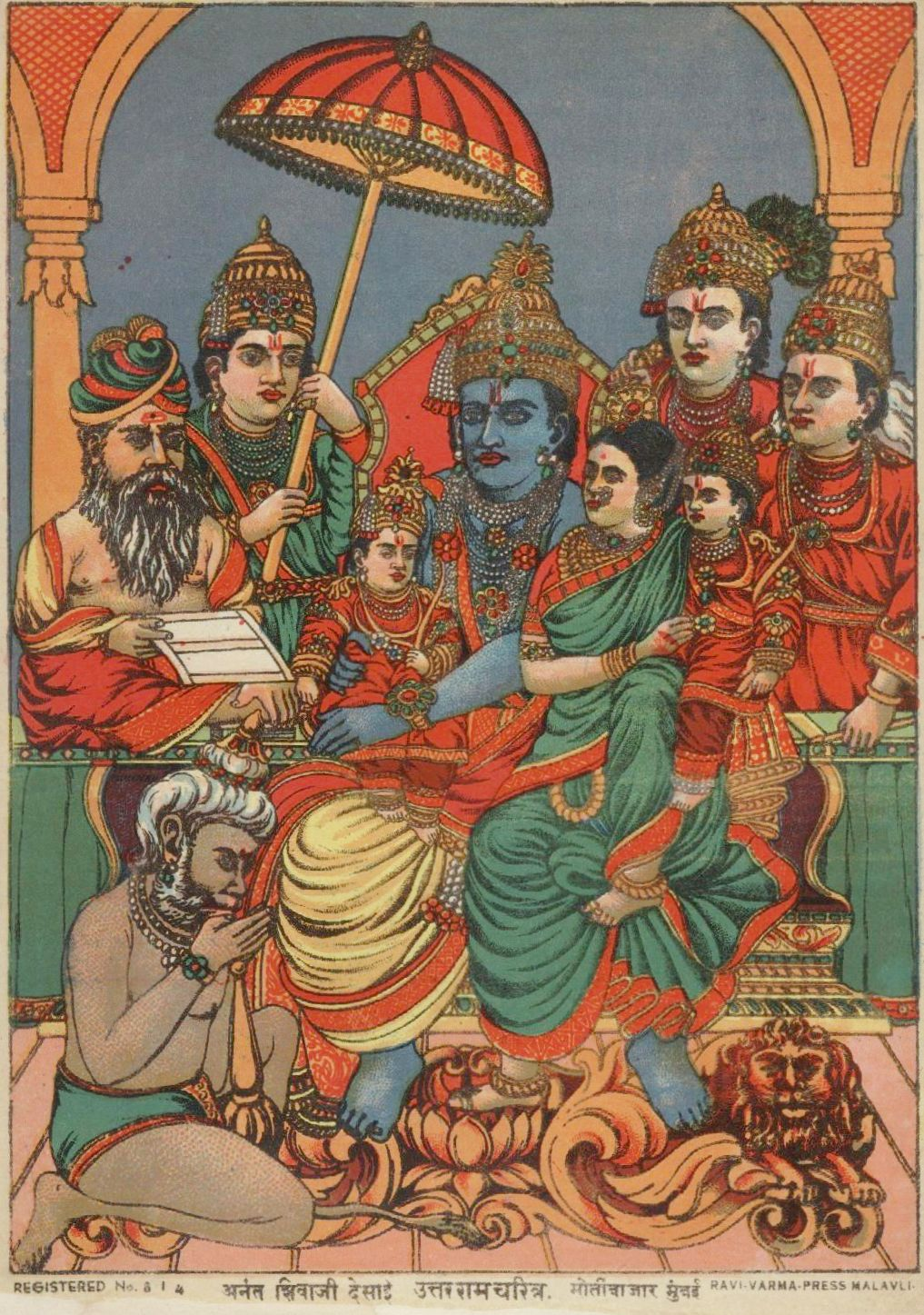
Rama mit Gefolge, davor der kniende Hanuman

Der erste Unterabschnitt von Kapitel I der Muktika-Upanishad ist im Wesentlichen ein philosophischer Dialog zwischen Rama und Hanuman. Rama residiert zu diesem Zeitpunkt mit seinem Gefolge und umringt von Weisen und Schülern in Ayodhya. Der Grund des Gesprächs ist Hanumans Wunsch, über verschiedene Arten der Befreiung (mukti) zu erfahren. Rama entgegnet, dass die einzige wahre Befreiung Kaivalya ist. Rama verweist ferner auf den Vedanta und spricht:

„Wer nur einen Vers der Upanishaden mit Hingabe studiert, wird den Zustand der Vereinigung mit mir erreichen. Selbst Weisen gelingt dies nur mit Mühen.“

In den Versen 26 bis 29 wird dann an den Muktika-Kanon der 108 Upanishaden herangeführt:

„Auf welche Art kann Kaivalya erreicht werden? Eine ausreichende Antwort hierzu bietet die Mandukya-Upanishad. Sollten immer noch Unklarheiten bestehen, so studiere die zehn Mukhya-Upanishaden. Du wirst unverzüglich Wissen erlangen und alsbald meinen Aufenthaltsort erreichen. Bist du aber immer noch nicht sicher, dann ziehe die 32 Upanishaden zu Rate und halte inne. Trachtest du nach Erlösung vom Kreislauf der Verkörperungen, dann lies alle 108 Upanishaden. Vernehme hiermit ihre Ordnung:“

In den Versen 30 bis 39 werden dann die 108 Upanishaden aufgelistet.
Im zweiten Unterabschnitt fragt Maruti (eine andere Bezeichnung für Hanuman) Rama nach den Shanti-Mantras der einzelnen Veden. In den Versen 1 bis 5 erklärt Rama die Unterteilung der Upanishaden anhand ihrer Zugehörigkeit zu den Veden wie folgt:
- 10 Upanishaden sind mit dem Rigveda assoziiert. Ihre eingängliche शान्ति shānti (Friedensformel) beginnt mit den Verszeilen vaṇme-manasi (meine Rede ruht in meinem Geist) – Vers I. 2, 1.
- 19 Upanishaden stehen mit dem Weißen Yajurveda in Verbindung, ihr shānti beginnt mit pūrṇamada (Fülle findet sich im Transzendentalen) – Vers I. 2, 2.
- 32 Upanishaden gehören zum Schwarzen Yajurveda mit shānti sahanāvavatu (Das Brahman möge uns beide beschützen) – Vers I. 2, 3.
- 16 Upanishaden sind mit dem Samaveda verknüpft und ihr shānti lautet āpyāyantu (mögen die unsichtbaren Kräfte uns nähren) – Vers I. 2, 4.
- 31 Upanishaden stehen in Assoziation mit dem Atharvaveda und beginnen mit der shānti bhadram-karṇebhiḥ (lasst uns die glückbringenden Wahrheiten mit den Ohren vernehmen) – Vers I. 2, 5.

Im letzten Vers des zweiten Unterabschnitts (Vers I. 2, 6) empfiehlt Rama, die 108 Upanishaden bei einem qualifizierten Lehrer ausgiebigst zu studieren. Durch diesen Prozess wird angesammeltes Karma aufgelöst und nicht an den Körper gebundene Erfülltheit erlangt (Videha-mukti), die schließlich zur endgültigen Befreiung (kaivalya-mukti) führt.

#### Kapitel II
Im Eingangsvers des ersten Unterabschnitts von Kapitel II fragt Hanuman erneut nach Jivanmukti (Befreiung des Jiva, der individuellen Seele, vom Glück und Leid der Welt) bzw. nach Videha-mukti. Rama nennt als Vorbedingung für Videha-mukti die Auflösung des noch wirksamen persönlichen Karmas. Diese Zerstörung von Prarabdha-Karma vergleicht Rama bildlich mit

„dem Rauminhalt, der aus seinem ihn umschließendem Gefäß entweicht.“

Ziel sei ewige Glückseligkeit, die nur durch eine Beendigung des Leids ichorientierten Handelns erreicht werden kann.
Hinderlich auf diesem Weg sind Sinneseindrücke und der ewiglich argumentierende Geist. Im zweiten Unterabschnitt von Kapitel II betont Rama daher die Wichtigkeit, die Sinne und den Geist zu kontrollieren.
Die Natur des Geistes (Sanskrit मनस् – manas, engl. mind) beschreibt Rama wie folgt:

„Es ist die Unstetigkeit des Geistes, die Geburt, Alter und Tod bedingt. Sie entsteht durch übermäßige Anhaftung an Sinnesobjekten. Nur durch ein Aufgeben der Vasanas (aus der Vergangenheit stammende, im Geist verbleibende Sinneseindrücke) leert sich der Geist. Wenn der fortwährende Denkprozess versiegt, weicht er immensem Frieden. Solange dein Geist jedoch noch nicht vollständig entwickelt ist und die höchste Realität erkannt hat, folge dem, was Lehrer, Shastra und andere Quellen vorschreiben. Wenn schließlich die Verunreinigungen im Geist  ausgereift sind, sollten sie zerstört werden. Erst dann kann die Wahrheit verstanden werden. Letztendlich sollten selbst die guten Sinneseindrücke fallengelassen werden.“

Und in den Versen 32–37:

„Der Geist ist die Wurzel des Samsara-Baumes, der tausende von Trieben, Zweigen, Früchten und dergleichen hervorbringt. Ich sehe in ihm nichts als ein mentales Konstrukt. Wenn du ihn austrocknest wird schließlich auch der Baum verdursten.“

In den Versen 48–50 fährt Rama fort:

„Der Baum des Geistes, der schwer an den Lianen der Gedanken zu tragen hat, erwächst aus zwei Samenkörnern:  dem pulsierenden Prana und starken Sinneseindrücken. Selbst all durchdringendes Bewusstsein wird noch vom Pulsieren des Prana aufgerührt. Echtes Wissen kann daher nur durch Konzentration (Dhyana) erlangt werden. Gehe in der umgekehrten Richtung vor, löse die Gedanken auf und dir wird reine Bewusstheit übrig bleiben.“

Zu den Sinneseindrücken nimmt Rama wie folgt Stellung:

„Verunreinigende Sinneseindrücke binden, reine jedoch zerstören die Geburt. Unreine sind pure Ignoranz, vom Ich erzeugt und führen zur Wiedergeburt. Der Ruhezustand aber ähnelt einem gerösteten Samen, dem erneutes Sprießen unmöglich wird.“

Und weiter empfiehlt er:

„Unterlasse mentale Eindrücke von Dingen, kultiviere vielmehr reine Wahrnehmungen wie beispielsweise Freundschaft. Aber auch von letzteren musst du dich im Endeffekt zu lösen bereit sein. Gib alle Wünsche auf und konzentriere dich auf übrig bleibendes, reines Bewußtsein. Und selbst dieses lasse hinter dir, zusammen mit Geist und Verstand…“

In Vers 71 empfiehlt Rama Hanuman, seine Aufmerksamkeit letztlich ganz auf ihn zu richten:

„Betrachte mich als geräuschlos, unberührbar, ohne Gestalt, weder Geruch noch Geschmack habend, als ewig, unzerstörbar, ohne Namen noch Familie - mich, der alle Leiden beendet, anzusehen wie der Himmel, tönend als  Laut Om, unverteilt jedoch allgegenwärtig, einzigartig, ohne Bindungen – mich, der sämtlichen Raum erfüllt, nach vorn, zur Seite und nach oben.“

### Schluss
Die Einführung wird nach dem Versteil am Schluss wiederholt und mit dem Mantra Om Shanti! Shanti! Shanti! beendet.